# Wolfgang Kahl (Jurist)
Wolfgang Kahl (* 11. April 1965 in München) ist ein deutscher Rechtswissenschaftler und Hochschullehrer.

## Leben
Nach dem Studium der Rechts- und Politikwissenschaft in Augsburg und München und der Assistentenzeit bei Reiner Schmidt (Universität Augsburg) sowie einer Lehrtätigkeit an der Hochschule für Politik in München war Kahl nach seiner Habilitation (1999) zunächst Lehrstuhlinhaber für Öffentliches Recht an der Justus-Liebig-Universität Gießen (2000–2004) und – als Nachfolger von Peter M. Huber – an der Universität Bayreuth (2004–2009).
Seit 2009 ist Kahl als Nachfolger von Eberhard Schmidt-Aßmann Professor für Öffentliches Recht an der Ruprecht-Karls-Universität Heidelberg und ebendort geschäftsführender Direktor des Instituts für deutsches und europäisches Verwaltungsrecht (IVR). Ferner leitet er die von ihm 2009 gegründete Forschungsstelle für Nachhaltigkeitsrecht der Universität Heidelberg. 2019 wurde ihm die Ehrendoktorwürde der Aristoteles-Universität Thessaloniki verliehen.  Von 2020 bis 2022 war Kahl Dekan der Juristischen Fakultät der Universität Heidelberg.
Bei Kahl habilitierten sich Klaus Ferdinand Gärditz (Universität Bonn), Andreas Glaser (Universität Zürich), Jan Henrik Klement (Universität Freiburg) und Patrick Hilbert (Universität Münster).
Kahl ist verheiratet und Vater von zwei Söhnen.

## Forschungsschwerpunkte
Kahls Forschungsschwerpunkte liegen im deutschen und europäischen Verfassungs- und Verwaltungsrecht, insbesondere im Allgemeinen Verwaltungsrecht, Nachhaltigkeitsrecht, Umwelt- und Planungsrecht, Energierecht sowie im Bereich der deutschen und europäischen Grundrechte.
Er ist Herausgeber der Schriftenreihe Recht der Nachhaltigen Entwicklung (RNE), Mitherausgeber des Handbuchs des Verwaltungsrechts (HVwR), des Bonner Kommentars zum Grundgesetz (BK-GG), der Beiträge zum Verwaltungsrecht (BVerwR), des Deutschen Verwaltungsblatts (DVBl) sowie der Zeitschrift für Europäisches Umwelt- und Planungsrecht (EurUP) und wissenschaftliches Beiratsmitglied bei weiteren juristischen Fachzeitschriften (z. B. Juristische Ausbildung (JURA), Nachhaltigkeitsrecht (NR)).
Vor der Vereinigung der Deutschen Staatsrechtslehrer (VDStRL) berichtete Kahl 2005 in Frankfurt am Main über das Thema „Sprache als Kultur- und Rechtsgut“.

## Mitgliedschaften
Kahl ist Mitglied u. a. der Vereinigung der Deutschen Staatsrechtslehrer (VDStRL), der Societas Iuris Publici Europaei (SIPE). Ferner ist er Gründungs- und Vorstandsmitglied des Heidelberg Center for the Environment (HCE).

## Ämter, Sachverständigentätigkeiten
Kahl war Mitglied der Enquetekommission des Hessischen Landtags zur Reform der Verfassung des Landes Hessen (2003–2005), des Projektkreises Umweltgesetzbuch (UGB) im Bundesumweltministerium (2006–2007), der Ständigen Deputation des Deutschen Juristentages (DJT, 2014–2022) und des Ständigen Ausschusses des  Deutschen Juristen-Fakultätentages (DJFT, 2005–2014). Von 2005 bis 2008 war er Präsidiumsmitglied, von 2008 bis 2014 Vizepräsident des Allgemeinen Fakultätentages (AFT).

## Schriften (Auswahl)
- Umweltprinzip und Gemeinschaftsrecht. Eine Untersuchung zur Rechtsidee des „bestmöglichen Umweltschutzes“ im EWG-Vertrag. C. F. Müller, Heidelberg 1993 (Dissertation, Universität Augsburg, 1992).
- Die Staatsaufsicht. Entstehung, Wandel, Neubestimmung unter besonderer Berücksichtigung der Aufsicht über die Gemeinden. Mohr Siebeck, Tübingen 2000 (Habilitationsschrift, Universität Augsburg, 1999/2000).
- Die Schutzergänzungsfunktion von Art. 2 Abs. 1 Grundgesetz. Mohr Siebeck, Tübingen 2000.
- Hochschule und Staat. Entwicklungsgeschichtliche Betrachtungen eines schwierigen Rechtsverhältnisses unter besonderer Berücksichtigung von Aufsichtsfragen. Mohr Siebeck, Tübingen 2004.
- als Hrsg.: Nachhaltigkeit als Verbundbegriff. Mohr Siebeck, Tübingen 2009.
- als Hrsg.: Nachhaltigkeit durch Organisation und Verfahren. Mohr Siebeck, Tübingen 2016.
- mit Klaus Ferdinand Gärditz: Umweltrecht. 13. Auflage, C.H. Beck, München 2023.
- Droht die Entmachtung der Verwaltungsgerichtsbarkeit durch die Zivilgerichte? Mohr Siebeck, Tübingen 2016.
- Nachhaltigkeitsverfassung. Mohr Siebeck, Tübingen 2018.
- mit Ute Mager (Hrsg.): Arbeitsgespräche zum Verwaltungsrecht. Nomos, Baden-Baden 2019 ff., bisher 4 Bände.
- Wissenschaft, Praxis und Dogmatik im Verwaltungsrecht. Mohr Siebeck, Tübingen 2020.
- mit Markus Ludwigs (Hrsg.): Handbuch des Verwaltungsrechts (HVwR). C.F. Müller, Heidelberg 2021 ff., bisher: 5 Bände.
- mit Marc-Philippe Weller (Hrsg.): Climate Change Litigation. A Handbook. C. H. Beck, München 2021.
- mit Markus Ludwigs: Strukturen und Perspektiven des Verwaltungsrechts. C.F. Müller, Heidelberg 2023.
- mit Paul Hüther: Der „Zweckverband funktioneller Integration“ nach Hans Peter Ipsen. Duncker & Humblot, Berlin 2023.